# Regnbågsamadin
Regnbågsamadin (Chloebia gouldiae) är en astrild som lever i norra Australien. Den har en färggrann fjäderdräkt och förekommer i flera olika färgvarianter, något som lett till att den även hålls som burfågel. I det vilda är den av IUCN rödlistad som nära hotad.

## Utseende
Regnbågsamadinen har en längd på omkring 11–12,5 centimeter. Fjäderdräkten hos de adulta fåglarna är karaktäristiskt färggrann och brokig, medan ungfåglarna är mer olivgrönaktiga och dämpade i färgerna. Beroende på färgvariant kan den adulta fågeln ha svart, rött eller, mer sällan, orangegult huvud, baktill snävt omgivet av en smal svart och blå rand. Från nacken och ned över ryggen och vingarna är fjäderdräkten grönaktig. Bröstet är lila och buken gul, övergumpen ljust blåaktig och stjärtfjädrarna svarta. Näbben är vitaktig med röd spets.

## Utbredning
Regnbågsamadinen förekommer i norra Australien, lokalt från Kap Yorkhalvön och genom nordöstra Queensland, samt från norra Northern Territory till regionen Kimberley i Western Australia. I Queensland är den numera bara regelbundet känd från en enda plats inom sitt tidigare utbredningsområde. I Northern Territory och Western Australia är den vanligare.

## Ekologi
Regnbågsamadinen häckar vanligen i trädhål i öppna, glesa skogsområden med gräsvegetation och tillgång till vattenhål. Utanför häckningstiden kan den förekomma i ett mer varierat urval av skogar. Den livnär sig främst på frön från gräs, men kan också ta små ryggradslösa djur.